# Donor-acceptorcomplex
Een donor-acceptorcomplex is in de chemie een combinatie van twee moleculen die beide over een π-systeem beschikken. Het ene π-systeem is elektronenarm, het andere beschikt juist over een grote elektronendichtheid. In het donor-acceptorcomplex worden de twee soorten moleculen om en om gestapeld. Het elektronenrijke molecuul zit ingeklemd tussen twee elektronen-arme moleculen en andersom.
Voorbeeld van een elektronenarm π-systeem:
- 1,3,5-trinitrobenzeen

Voorbeeld van een elektronenrijk π-systeem:
- tetracyanoetheen

## Kwantummechanica
Vanuit kwantummechanisch oogpunt is het donor-acceptorcomplex te beschrijven als een meervoudige HOMO en LUMO-interactie tussen de twee moleculen.